# Vittaria pluridichotoma
Vittaria pluridichotoma är en kantbräkenväxtart som beskrevs av Roland Napoléon Bonaparte. Vittaria pluridichotoma ingår i släktet Vittaria och familjen Pteridaceae. Inga underarter finns listade.